# منابع مالی داعش
منابع مالی داعش بارها محل مناقشه قرار گرفته‌است.

## منابع اصلی
بر اساس تحقیق سال ۲۰۱۵ سازمان Financial Action Task Force پنج منبع مالی عمده حکومت اسلامی عراق و شام به ترتیب به شرح زیر است:
- منابع مالی که با اشغال سرزمین‌ها به دست می‌آید مثل کنترل بانک‌ها، ذخایر نفت و گاز، مالیات، اخاذی، و سرقت از منابع سرمایه‌ای
- گروگان‌گیری برای دریافت پول
- اعانه‌هایی که از طریق سازمان‌های غیرانتفاعی دریافت می‌شود
- حمایت‌های مالی و تجهیزاتی که جنگجویان خارجی فراهم می‌کنند
- دریافت سرمایه از طریق شبکه‌های ارتباطی مدرن

وزارت خزانه‌داری آمریکا برآورده کرده که در سال ۲۰۱۴ داعش حدود ۱۰۰ میلیون دلار نفت خام و محصولات پتروشیمی به واسطه‌ها فروخته که آن‌ها هم آن را به اروپا، کردستان عراق، ترکیه و ایران قاچاق کرده‌اند یا به دولت سوریه فروخته‌اند. درآمد این سازمان از باج‌گیری برای آزادی گروگان‌ها هم در این سال دست‌کم ۲۰ میلیون دلار برآورد شده‌است. همچنین مالیات‌ها و عوارضی که از مردم ساکن در مناطق تحت کنترل حکومت اسلامی گرفته می‌شود منبع درآمد دیگری این گروه است. آن‌ها از حمله به بانک‌ها، غارت و فروش عتیقه، و فروش یا نظارت بر فروش دام و غله هم پول درمی‌آورند. دریافت جزیه از مسیحیانی که در این مناطق زندگی می‌کنند و ربودن و فروختن دختران و زنان به‌عنوان برده جنسی هم پول درمی‌آوردند. هزاران زن و دختر عضو اقلیت مذهبی یزیدی بعد از تصرف سنجار در شمال عراق برده شدند و در بازار به فروش رسیدند.
به گزارش العربیه افراد مسلح داعش پس از تصرف شهر موصل، دست به غارت بانک‌های این شهر زدند. این گروه موفق شد حدود ۴۲۹ میلیون دلار را از بانک‌های موصل، غارت کند. بدین ترتیب، به گفته العربیه، داعش در آن زمان به «ثروتمندترین گروه تروریستی در جهان» تبدیل شد. پیش از تصرف موصل «دارایی نقدی داعش ۸۷۵ میلیون دلار» بوده‌است. بنا به گزارش گاردین پس از تصرف شهر موصل، دارایی‌های داعش احتمالاً بالغ بر چند میلیارد دلار شد. پس از غارت بانک‌ها و مؤسسات مالی و دست‌یابی به تجهیزات نظامی موصل باید به دارایی‌های پیشین داعش مبلغی حدود یک و نیم میلیارد دلار دیگر را نیز افزود.

## صدور نفت
داعش در ۱۴ تیر ۱۳۹۳ نخستین محموله‌های نفت را از میدان نفتی عجیل آغاز و آن‌ها را از منطقه کردستان عراق صادر کرد. داعش ۱۰۰ تانکر نفت خام را به قیمت حدود ۱۲ تا ۱۴ هزار دلار در هر تانکر برای تأمین مالی عملیات‌های خود به فروش رساند. شلال عبدالبابان شهردار منطقه توزخورماتو در بیانیه‌ای گفت: افرادی که نفت را از این گروه می‌خرند از راه‌های تحت کنترل این گروه و از طریق شهرهای کِفری یا غدیرکرم به پالایشگاه‌ها یا با هماهنگی ایست‌های بازرسی از طریق شهر مخمور به منطقه کردستان می‌رسانند. آن‌ها همچنین در این زمان کنترل تمامی میدان‌های نفتی و گازی مهم سوریه را در استان دیرالزور که هم‌مرز عراق است، در دست داشتند. داعش هر بشکه نفت استان دیرالزور سوریه را به قیمت ۱۲ دلار به فروش می‌رساند. پیش از این، زمانی که چاه‌های نفت دیرالزور در دست دیگر گروه‌های شورشی قرار داشت، آن‌ها هر بشکه نفت را معادل ۳۰ الی ۵۰ دلار می‌فروختند. یکی از منابع اصلی درآمد داعش، نفت و گازی است که از منابع زیر زمینی سوریه غارت می‌کنند. عمده خریداران این نفت و گاز دلال‌های سوختی هستند که نفت خریداری شده را به مقصد اروپا و آمریکا روانه می‌کنند.

## چاپ اسکناس و گذرنامه
گروه حکومت اسلامی عراق و شام پس از اعلام خلافت و تغییر نام به «حکومت اسلامی»، در مناطق تحت سیطره خود دست به ضرب سکه، چاپ اسکناس و گذرنامههای جدید زد. داعش پس از اعلام تشکیل خلافت اسلامی بلافاصله پرچم جدید خود را نیز به ۲۳ زبان زنده دنیا منتشر کرد. تعدادی از رسانه‌های محلی از چاپ اسکناس‌های جدید در یک، پنج و ده دیناری داعش در موصل و تکریت و برخی از مناطق استان دیالی خبر دادند. تارنمای روزنامه ترکی «ینی شفق» ترکیه پیش‌تر از چاپ نخستین گذرنامه رسمی داعش برای ۱۱ هزار عضو این گروه در شهر موصل عراق خبر داد.
در ۲۳ آبان ۱۳۹۳ داعش اعلام کرد قصد دارد ارز پولی خاص خود را وارد تبادلات پولی کند. ارز تازه «دینار اسلامی» نام دارد. یک سایت نزدیک به «حکومت اسلامی»، نوشت که ابوبکر بغدادی، خلیفه خودخوانده حکومت اسلامی دستور ضرب سکه‌های تازه را صادر کرده‌است تا «سیستم پولی استبدادی رایج» که «الگوی نظام اقتصادی غرب» است و «مسلمان‌ها را به بردگی کشانده» تغییر کند. شورای حکومت اسلامی حکم ابوبکر بغدادی را تأیید کرد.

## باج‌گیری از یک شرکت‌ اروپایی
کریستیان ارو، معاون سابق مدیرعامل شرکت لافارژ گفته: «از پایان تابستان سال ۲۰۱۲ میلادی، این شرکت سیمان سازی برای تأمین امنیت خود به نیروهای داعش مبالغی پرداخت کرده‌است.» وی همچنین گفته: یک نفر از سوی شرکت لافارژ برای مذاکره با مقامات داعش تعیین شده بوده و این فرد بین ۸۰ تا ۱۰۰ هزار دلار در ماه به گروه داعش پول پرداخت می‌کرد. برونو پشو، مدیر سابق شاخه لافارژ در سوریه نیز از وجود نام داعش در مراودات داخلی این شرکت خبر داده‌است. وی رقم ۲۰ هزار دلار در ماه را تأیید کرده‌است. روزنامه لوموند در گزارشی در این خصوص می‌نویسد: مسئولان لافارژ با مقامات وزارت خارجه فرانسه و اعضای دولت فرانسه در ارتباط مستمر بوده‌اند. شرکت لافارژ برای ادامه فعالیت خود در سوریه چراغ سبز مقامات فرانسوی را داشته‌است. کریستیان ارو همچنین گفته: «مقامات دولت فرانسه از این شرکت خواسته‌اند تا در سوریه باقی بماند و خود را برای فعالیت‌های پس از جنگ آماده کرده و بازار این کشور را در دست بگیرد.» در سپتامبر سال ۲۰۱۷ میلادی، دادستانی کل پاریس اعلام کرد: اسنادی در خصوص پرداخت رشوه مالی در سال ۲۰۱۲ از سوی شرکت لافارژ به داعش، به دست مقام‌های قضایی فرانسه رسیده است. دادستانی کل پاریس اعلام کرده: «یکی از کارمندان مورد بازجویی قرار گرفته شرکت لافارژ گفته: این معامله میان داعش و لافارژ در استان غازی انتپ ترکیه یعنی در فاصله ۳۷ کیلومتری کارخانه تولید سیمان لافارژ واقع در کوبانی سوریه انجام شده است.» این شاهد عینی همچنین گفته: دولت‌های آمریکا و قطر نیز در جریان این معامله قرار داشته و از آن حمایت کرده‌اند.